# Andreas Feininger
Pour les articles homonymes, voir Feininger.
 (juin 2025).
Si vous disposez d'ouvrages ou d'articles de référence ou si vous connaissez des sites web de qualité traitant du thème abordé ici, merci de compléter l'article en donnant les références utiles à sa vérifiabilité et en les liant à la section « Notes et références ».

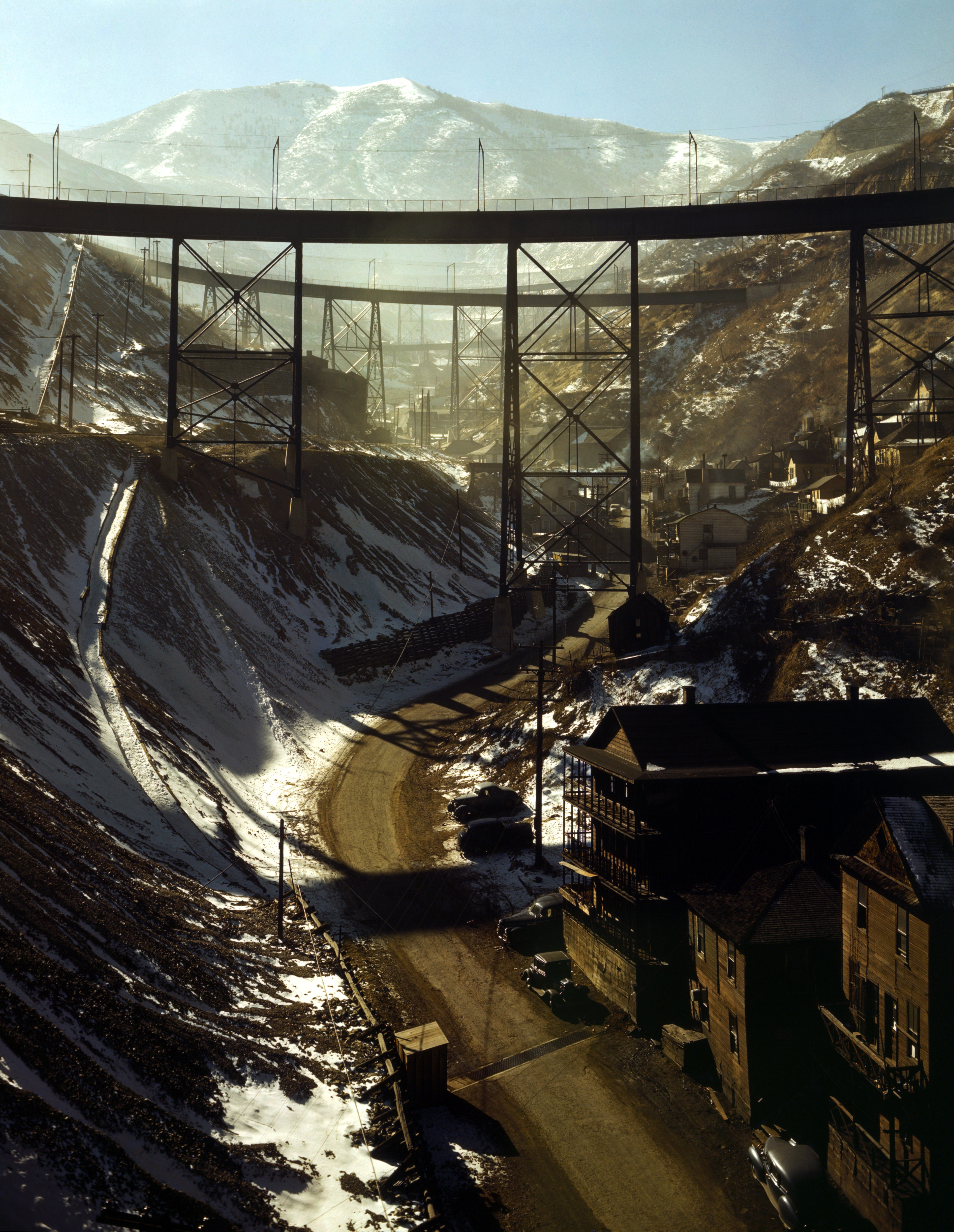
Bingham Canyon Mine 1942.

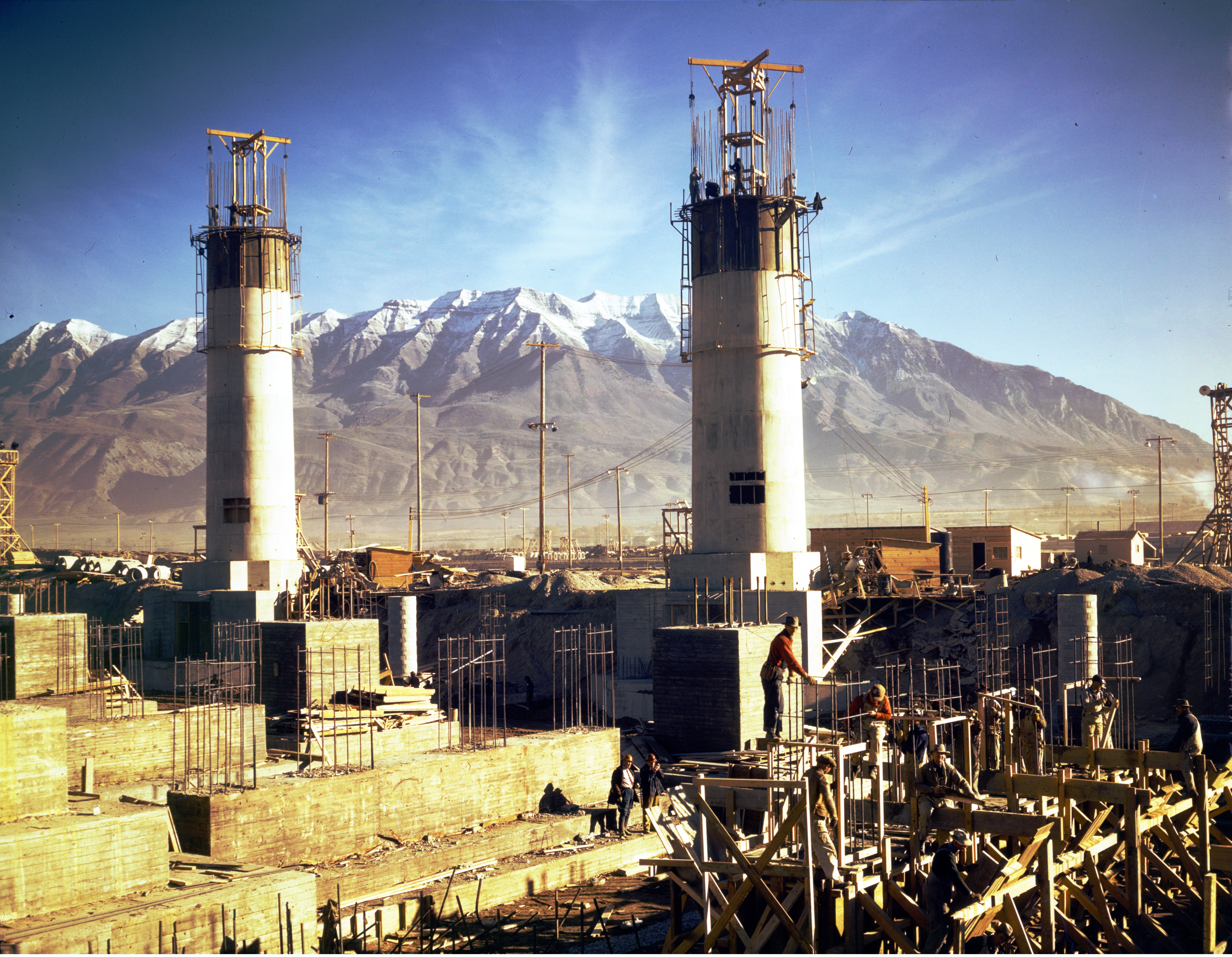
Usine Geneva Steel d'Orem, 1942.

Andreas Feininger, né à Paris le 27 décembre 1906, mort à New York le 18 février 1999, est un photographe américain ayant fait partie du staff de Life de 1943 à 1962 et auteurs de 39 livres.
Il est célèbre pour ses prises de vue au téléobjectif.

## Biographie
Il est le fils de Julia Berg, née Lilienfeld, et de Lyonel Feininger, peintre américain d’origine allemande qui a grandi à New York, puis a étudié les Beaux-Arts en Allemagne et ensuite à Paris, avant d'être nommé professeur au Bauhaus. Andreas a deux frères, Laurence et Theodore Lukas (dit T. Lux), et deux demi-sœurs, Eleonora (dite Lore) également photographe et Marianne, issues du premier mariage de leur père avec Clara Fürst (en) pianiste concertiste tuée à Auschwitz.
Andreas Feininger fait ses études en Allemagne, il apprend d’abord l’ébénisterie au Bauhaus de Weimar, puis fait des études d’architecture, d’abord à Weimar et ensuite à Zerbst. Déjà intéressé par la photographie, il se construit une chambre photographique, faute de moyens pour en acheter une.
En 1928, il amorce son activité d’architecte dans le bureau de Kurt Elster à Dessau. Il réalise également quelques travaux photographiques pour le musée de Moritzburg, commande obtenue par l’entremise de son père. Dès 1930, il s’installe à Hambourg comme architecte et voit ses premières photos publiées dans la revue Der Photospiegel puis d’autres revues et journaux. Son talent a été très rapidement reconnu : en 1929 déjà, il a participé à l’exposition Film und Foto de Stuttgart, une des plus importantes expositions de photographie de l’entre-deux-guerres.
En 1932, il assiste aux cours de photo de Walter Peterhans au Bauhaus de Dessau, mais il abandonne vite cet enseignement qui ne lui donne pas satisfaction. La même année, l’arrivée de Hitler au pouvoir le prive de travail, car il est citoyen américain. Il quitte alors l’Allemagne pour Paris, où il travaille pendant près d’un an pour Le Corbusier, auprès de qui Walter Gropius l’a recommandé. Il réalise de nombreuses photos des rues de Paris.
En 1933, du fait de la dépression, il perd son permis de travail français et part pour la Suède, où il essaie sans succès de promouvoir l’idée de maisons préfabriquées. Il se consacre dès lors totalement à la photographie. Il a une clientèle d’architectes suédois renommés et publie ses premiers ouvrages sur la technique photographique. Il construit sa première superphoto telecamera.

### New York etLife
En décembre 1939, fuyant la guerre qui vient de commencer, il quitte la Suède pour les États-Unis et travaille pour l’agence Black Star en indépendant. Il fait connaissance de Wilson Hicks, responsable du service photographique du magazine Life pour lequel il commence à travailler à partir de 1941. 
En 1943, il construit une deuxième superphoto telecamera. 
Il fera partie du staff de Life à partir de 1943. Il réalise de nombreuses prises de vues en diapositives couleurs grand format d’installations industrielles liées à l’effort de guerre pour le Office of War Information en 1942.
En 1949, il commence une rubrique mensuelle sous le titre Feininger’s Workshop dans la revue Popular Photography, qu’il va tenir de mai 1949 à mars 1950.
En 1955, il participe à l’exposition « The Family of Man » d’Edward Steichen et 1956 voit la publication à New York de son livre Anatomy of Nature, qui sera suivie d’une édition allemande (Munich) en 1957 et d’une édition espagnole (Madrid) en 1962.
Par la suite, il tient encore une rubrique régulière, « Large Camera » dans la revue Modern Photography d'août 1957 à septembre 1969. C’est en 1957 également que se tient sa première grande exposition en solo à l'American Museum of Natural History de New York sous le titre The Anatomy of Nature.
En 1959, il voyage en Europe pour son livre Man and Stone. Photographe reconnu, il a publié de nombreux livres et a déjà eu d’importantes expositions personnelles aux États-Unis et en Europe.
Il quitte Life en 1962 pour se consacrer uniquement à son œuvre.
D'octobre 1969 à juillet 1972, il a une rubrique mensuelle « Feininger Feininger Feininger » dans Modern Photography. En 1972, il donne un cours de creative photocommunication à l’Université de New York.
En 1975, il voyage en Suède et au Danemark. Il achève son 29e livre, Light and Lighting in Photography.
En 1988, il cesse ses activités de photographe pour raisons de santé et se consacre dès lors uniquement à la gestion et à l’archivage de son œuvre. Il offre tout son matériel au Centre international de la photographie de New York.

### Prix et récompenses
- 1965 : Gold Medal Award for Editorial Design from the Art Directors Club of Metropolitan Washington.
- 1966 : le livre New York reçoit le premier prix du concours international Das Touristiche Buch en Autriche.
- 1998 : Prix culturel de la Société allemande de photographie

## Publications
- Menschen vor der Kamera (1934)
- Aufnahme-Technik (1936)
- Entwickeln, Kopieren, Vergrossern (1936)
- Fotografische Gestaltung (1937)
- Motive im Gegenlicht (1939)
- Exakta - Ein Weg zu Foto-Neuland (1939)
- New Paths in Photography (1939)
- New York (1945)
- Feininger on Photography (1949)
- Advanced Photography, New York (1952)
- Reprint, New York (1953)
- The Face of New York (text by Susan E. Lyman) (1954)
- Successful Photography (1954)
- Successful Color Photography (1954)
- The Creative Photographer (1955)
- Changing America (1955)
- The Anatomy of Nature (1956)
- Maids, Madonnas and Witches (1961)
- Total Picture Control (1961)
- The World Through My Eyes (1963)
- New York (1964)
- The Complete Photographer (1965)
- Feininger. New York (1965)
- Lyonel Feininger: City at the Edge of the World (écrit par T. Lux) (1965)
- Forms of Nature and Life (1966)
- Trees (1968)
- Basic Color Photography (1969)
- Shells (1972)
- Photographic Seeing (1973)
- Principles of Composition (1973)
- Andreas Feininger (text by Ralph Hattersley) (1973)
- Darkroom Techniques (1974)
- The Perfect Photograph (1974)
- Roots of Art (1974)
- Light and Lighting in Photography (1976)
- Feininger's Hamburg (1980)
- Feininger's Chicago (1980)
- Industrial America (1981)
- Leaves. New York (1984)